# Green Bay Challenger
Il Green Bay Challenger è stato un torneo professionistico di tennis giocato su campi in cemento. Faceva parte dell'ATP Challenger Series. L'unica edizione si è disputata a Green Bay (Wisconsin) negli Stati Uniti.

## Albo d'oro

### Singolare
| Anno | Campione           | Finalista   | Punteggio     |
| ---- | ------------------ | ----------- | ------------- |
| 1979 | Vincent Van Patten | Fred McNair | 4–6, 6–4, 6–4 |

### Doppio
| Anno | Campioni                   | Finalisti                   | Punteggio |
| ---- | -------------------------- | --------------------------- | --------- |
| 1979 | Sashi Menon Robert Trogolo | Tom Leonard Jerry Van Linge | 7–5, 6–4  |